# Serie B 2017-2018 (pallacanestro maschile)
La Serie B 2017-2018, per ragioni di sponsorizzazioni Serie B Old Wild West 2017-2018, è la quarta stagione come terzo livello del Campionato italiano di pallacanestro, la quinta sotto la gestione della nuova LNP.

## Regolamento

### Squadre ammesse
Le 64 squadre partecipanti sono divise in 4 gironi da 16.

### Formula
Le squadre di ciascun girone si affrontano in una prima fase di qualificazione (denominata Regular Season) con gare di andata e ritorno.
In base alla classifica finale:
- Le squadre classificate dal 1º all'8º posto di ogni girone accedono ai Play Off. I quarti di finale si disputano al meglio delle tre gare, mentre le semifinali e le finali si disputano al meglio delle cinque gare. La squadra vincente dei Play Off dei rispettivi gironi accede alla Final Four Promozione. La Final Four Promozione si tiene in campo neutro con il seguente calendario: vincente Play Off Girone A contro vincente Play Off Girone B e vincente Play Off Girone C contro vincente Play Off Girone D. Le squadre che escono vincitrici dai due incontri sono promosse. Le due squadre perdenti si affrontano in un ulteriore incontro per stabilire la terza ed ultima promozione.
- Le squadre classificate al 16º ed ultimo posto di ogni girone retrocedono direttamente in Serie C regionale.
- Le squadre classificate dal 12º al 15º posto di ogni girone accedono ai Play Out che si disputano al meglio delle cinque gare. Le squadre che escono sconfitte dalle due serie di incontri retrocedono in Serie C regionale.
- Le rimanenti squadre non disputano ulteriori incontri.

## Squadre

### Girone A
- Robur Varese
- Sangiorgese Basket
- Urania Milano
- Omnia Pavia
- Olimpo Alba
- PMS Basketball
- Valsesia Basket
- Fulgor Omegna

- Oleggio Basket
- LL Livorno
- Fiorentina Basket
- USE Empoli
- Etrusca S. Miniato
- Basket Cecina
- S.C. Montecatini
- Golfo Piombino

### Girone B
- Crabs Rimini
- Basket Lugo
- Tigers Cesena
- Green B. Palermo
- Pall. Piacentina
- BMR Reggio Emilia
- Aurora Desio
- Basket Lecco

- Pall. Crema
- Raggisolaris Faenza
- Vicenza
- Pall. Bernareggio
- Benedetto XIV Cento
- Virtus Padova
- Alto Sebino
- Nuova Pall. Olginate

### Girone C
- Teramo 1960
- Pall. Senigallia
- Campli
- Recanati
- Basket Ortona
- Amatori Pescara
- Udas Cerignola
- Nardò Basket

- San Severo
- Janus Fabriano
- Virtus Civitanova
- Olimpia Matera
- Valdiceppo Basket
- Giulia Giulianova
- Lions Bisceglie
- Basket P.S.E.

### Girone D
- Virtus Cassino
- Palestrina
- LUISS Roma
- Stella Azzurra
- Tiber Roma
- Basket Scauri
- Virtus Valmontone
- Virtus Salerno

- Pol. Battipagliese
- Dynamic Venafro
- Isernia
- Barcellona
- Pol. Costa d'Orlando
- Patti Basket
- Planet Catanzaro
- Pirates Acc. Sestu

## Stagione Regolare

### Girone A

#### Classifica
|  |     | Classifica stagione regolare        | PT | G  | V  | P  | PF   | PS   | Diff |
|  | --- | ----------------------------------- | -- | -- | -- | -- | ---- | ---- | ---- |
|  | 1.  | Paffoni Omegna                      | 50 | 30 | 25 | 5  | 2235 | 1874 | +361 |
|  | 2.  | All Foods Fiorentina Basket Firenze | 50 | 30 | 25 | 5  | 2476 | 2146 | +330 |
|  | 3.  | Super Flavor Milano                 | 42 | 30 | 21 | 9  | 2343 | 2151 | +192 |
|  | 4.  | Montecatiniterme Basketball         | 40 | 30 | 20 | 10 | 2282 | 2055 | +227 |
|  | 5.  | Solbat Basket Golfo Piombino        | 36 | 30 | 18 | 12 | 2197 | 2154 | +43  |
|  | 6.  | Gessi Valsesia Borgosesia           | 34 | 30 | 17 | 13 | 2157 | 2047 | +110 |
|  | 7.  | La Buca del Gatto Basket Cecina     | 34 | 30 | 17 | 13 | 2227 | 2291 | -64  |
|  | 8.  | LTC S. Giorgio su Legnano           | 32 | 30 | 16 | 14 | 2205 | 2136 | +69  |
|  | 9.  | USE Basket Computer Gross Empoli    | 32 | 30 | 16 | 14 | 2204 | 2160 | +44  |
|  | 10. | Winterass Omnia Basket Pavia        | 30 | 30 | 15 | 15 | 2181 | 2140 | +41  |
|  | 11. | Blukart San Miniato                 | 28 | 30 | 14 | 16 | 2006 | 2079 | -73  |
|  | 12. | Mamy.eu Oleggio                     | 26 | 30 | 13 | 17 | 2152 | 2177 | -25  |
|  | 13. | Coelsanus Robur et Fides Varese     | 20 | 30 | 10 | 20 | 1975 | 2148 | -173 |
|  | 14. | Witt-Acqua S. Bernardo Alba         | 16 | 30 | 8  | 22 | 2143 | 2344 | -201 |
|  | 15. | Allmag PMS Moncalieri               | 10 | 30 | 5  | 25 | 1934 | 2241 | -307 |
|  | 16. | Libertas Liburnia Livorno           | 0  | 30 | 0  | 30 | 2065 | 2639 | -574 |

Legenda:

      Qualificate ai Play Off
      Ammesse ai Play Out
      Retrocesse in Serie C regionale

### Girone B

#### Classifica
|  |     | Classifica stagione regolare  | PT | G  | V  | P  | PF   | PS   | Diff |
|  | --- | ----------------------------- | -- | -- | -- | -- | ---- | ---- | ---- |
|  | 1.  | Baltur Cento                  | 52 | 30 | 26 | 4  | 2353 | 1944 | +409 |
|  | 2.  | Bakery Piacenza               | 42 | 30 | 21 | 9  | 2357 | 2158 | +199 |
|  | 3.  | Tramarossa Vicenza            | 40 | 30 | 20 | 10 | 2342 | 2281 | +61  |
|  | 4.  | Pallacanestro Crema           | 40 | 30 | 20 | 10 | 2054 | 1985 | +69  |
|  | 5.  | Rekico Faenza                 | 38 | 30 | 19 | 11 | 2390 | 2165 | +225 |
|  | 6.  | Gimar Basket Lecco            | 36 | 30 | 18 | 12 | 2165 | 2136 | +29  |
|  | 7.  | Tigers Forlì                  | 34 | 30 | 17 | 13 | 2165 | 2054 | +111 |
|  | 8.  | Pallacanestro Aurora Desio    | 30 | 30 | 15 | 15 | 2019 | 2049 | -30  |
|  | 9.  | Virtus Padova                 | 28 | 30 | 14 | 16 | 2135 | 2190 | -55  |
|  | 10. | Lissone Interni Bernareggio   | 24 | 30 | 12 | 18 | 2102 | 2213 | -111 |
|  | 11. | Bmr Basket 2000 Reggio Emilia | 24 | 30 | 12 | 18 | 2102 | 2127 | -25  |
|  | 12. | Gordon Nuova Pall. Olginate   | 24 | 30 | 12 | 18 | 2206 | 2286 | -80  |
|  | 13. | NTS Informatica Rimini        | 22 | 30 | 11 | 19 | 2079 | 2204 | -125 |
|  | 14. | Orva Lugo                     | 20 | 30 | 10 | 20 | 2356 | 2470 | -114 |
|  | 15. | Green Basket Palermo          | 14 | 30 | 7  | 23 | 1995 | 2339 | -344 |
|  | 16. | Pallacanestro Alto Sebino     | 12 | 30 | 6  | 24 | 2034 | 2253 | -219 |

Legenda:

      Qualificate ai Play Off
      Ammesse ai Play Out
      Retrocesse in Serie C regionale

### Girone C

#### Classifica
|  |     | Classifica stagione regolare  | PT | G  | V  | P  | PF   | PS   | Diff |
|  | --- | ----------------------------- | -- | -- | -- | -- | ---- | ---- | ---- |
|  | 1.  | Cestistica San Severo         | 52 | 30 | 26 | 4  | 2353 | 1944 | +409 |
|  | 2.  | Basket Recanati               | 44 | 30 | 22 | 8  | 2357 | 2158 | +199 |
|  | 3.  | Lions Basket Bisceglie        | 42 | 30 | 21 | 9  | 2342 | 2281 | +61  |
|  | 4.  | Amatori Pallacanestro Pescara | 38 | 30 | 19 | 11 | 2054 | 1985 | +69  |
|  | 5.  | Pallacanestro Senigallia      | 34 | 30 | 17 | 13 | 2390 | 2165 | +225 |
|  | 6.  | Olimpia Matera                | 32 | 30 | 16 | 14 | 2165 | 2136 | +29  |
|  | 7.  | Campli Basket                 | 32 | 30 | 16 | 14 | 2165 | 2054 | +111 |
|  | 8.  | Virtus Basket Civitanova      | 30 | 30 | 15 | 15 | 2019 | 2049 | -30  |
|  | 9.  | Porto Sant'Elpidio Basket     | 30 | 30 | 15 | 15 | 2135 | 2190 | -55  |
|  | 10. | Basket Teramo 2015            | 30 | 30 | 15 | 15 | 2102 | 2213 | -111 |
|  | 11. | Giulianova Basket 85          | 28 | 30 | 14 | 16 | 2102 | 2127 | -25  |
|  | 12. | Nuova Pallacanestro Nardò     | 26 | 30 | 13 | 17 | 2206 | 2286 | -80  |
|  | 13. | Udas Cerignola                | 20 | 30 | 10 | 20 | 2079 | 2204 | -125 |
|  | 14. | Ristopro Fabriano             | 20 | 30 | 10 | 20 | 2356 | 2470 | -114 |
|  | 15. | Val di Ceppo Perugia Basket   | 12 | 30 | 6  | 24 | 1995 | 2339 | -344 |
|  | 16. | We're basket Ortona           | 10 | 30 | 5  | 25 | 2034 | 2253 | -219 |

Legenda:

      Qualificate ai Play Off
      Ammesse ai Play Out
      Retrocesse in Serie C regionale

### Girone D

#### Classifica
|  |     | Classifica stagione regolare | PT | G  | V  | P  | PF   | PS   | Diff |
|  | --- | ---------------------------- | -- | -- | -- | -- | ---- | ---- | ---- |
|  | 1.  | Basket Barcellona            | 50 | 30 | 25 | 5  | 2353 | 1944 | +409 |
|  | 2.  | Pallacanestro Palestrina     | 48 | 30 | 24 | 6  | 2357 | 2158 | +199 |
|  | 3.  | Virtus Cassino               | 46 | 30 | 23 | 7  | 2342 | 2281 | +61  |
|  | 4.  | Virtus Arechi Salerno        | 44 | 30 | 22 | 8  | 2054 | 1985 | +69  |
|  | 5.  | Virtus Valmontone            | 40 | 30 | 20 | 10 | 2390 | 2165 | +225 |
|  | 6.  | Stella Azzurra Roma          | 38 | 30 | 19 | 11 | 2165 | 2054 | +111 |
|  | 7.  | Luiss Roma                   | 38 | 30 | 19 | 11 | 2165 | 2136 | +29  |
|  | 8.  | Basket Scauri                | 30 | 30 | 15 | 15 | 2019 | 2049 | -30  |
|  | 9.  | Pol. Costa d'Orlando         | 28 | 30 | 14 | 16 | 2135 | 2190 | -55  |
|  | 10. | Planet Basket Catanzaro      | 28 | 30 | 14 | 16 | 2102 | 2213 | -111 |
|  | 11. | Tiber Roma                   | 24 | 30 | 12 | 18 | 2102 | 2127 | -25  |
|  | 12. | Dynamic Venafro              | 22 | 30 | 11 | 18 | 2206 | 2286 | -80  |
|  | 13. | Pirates Accademia Basket     | 18 | 30 | 9  | 21 | 2079 | 2204 | -125 |
|  | 14. | Polisportiva Battipagliese   | 12 | 30 | 6  | 24 | 2356 | 2470 | -114 |
|  | 15. | Basket Patti                 | 10 | 30 | 5  | 25 | 1995 | 2339 | -344 |
|  | 16. | Isernia Basket               | 4  | 30 | 2  | 28 | 2034 | 2253 | -219 |

Legenda:

      Qualificate ai Play Off
      Ammesse ai Play Out
      Retrocesse in Serie C regionale

## Play-off
- Quarti di finale al meglio delle tre gare: si qualifica la squadra che vince due incontri. L'ordine delle partite è: gara-1 ed eventuale gara-3 in casa della meglio classificata; gara-2 in casa della peggior classificata.
- Semifinali e finali al meglio delle cinque gare: si qualifica la squadra che vince tre incontri. L'ordine delle partite è: gara-1, gara-2 ed eventuale gara-5 in casa della meglio classificata; gara-3 ed eventuale gara-4 in casa della peggior classificata.
- La squadra che vince i play-off di ciascun girone viene ammessa alla Final Four nel giugno 2018. Le vincenti delle semifinali e la vincente dello spareggio finale saranno promosse in Serie A2.

### Play Off 1
|  | Quarti di finale | Quarti di finale | Quarti di finale |                  |               | Semifinali       | Semifinali | Semifinali |  |  | Finale | Finale        | Finale |
|  |                  |                  |                  |                  |               |                  |            |            |  |  |        |               |        |
|  | 1A               | Fulgor Omegna    | 2                |                  |               |                  |            |            |  |  |        |               |        |
|  | 8B               | Aurora Desio     | 1                |                  |               |                  |            |            |  |  |        |               |        |
|  | 8B               | Aurora Desio     | 1                |                  | 1A            | Fulgor Omegna    | 3          |            |  |  |        |               |        |
|  |                  |                  |                  |                  | 1A            | Fulgor Omegna    | 3          |            |  |  |        |               |        |
|  |                  | 4B               | Pall. Crema      | 0                |               |                  |            |            |  |  |        |               |        |
|  | 4B               | 4B               | Pall. Crema      | 0                | Pall. Crema   | 2                |            |            |  |  |        |               |        |
|  | 4B               |                  |                  |                  | Pall. Crema   | 2                |            |            |  |  |        |               |        |
|  | 5A               | Golfo Piombino   | 0                |                  |               |                  |            |            |  |  |        |               |        |
|  |                  |                  |                  |                  |               |                  |            |            |  |  | 1A     | Fulgor Omegna | 1      |
|  |                  |                  | 2B               | Pall. Piacentina | 3             |                  |            |            |  |  |        |               |        |
|  | 2B               | Pall. Piacentina | 2                |                  |               |                  |            |            |  |  |        |               |        |
|  | 7A               | Basket Cecina    | 1                |                  |               |                  |            |            |  |  |        |               |        |
|  | 7A               | Basket Cecina    | 1                |                  | 2B            | Pall. Piacentina | 3          |            |  |  |        |               |        |
|  |                  |                  |                  |                  | 2B            | Pall. Piacentina | 3          |            |  |  |        |               |        |
|  |                  | 3A               | Urania Milano    | 1                |               |                  |            |            |  |  |        |               |        |
|  | 3A               | 3A               | Urania Milano    | 1                | Urania Milano | 2                |            |            |  |  |        |               |        |
|  | 3A               |                  |                  |                  | Urania Milano | 2                |            |            |  |  |        |               |        |
|  | 6B               | Basket Lecco     | 0                |                  |               |                  |            |            |  |  |        |               |        |

### Play Off 2
|  | Quarti di finale | Quarti di finale    | Quarti di finale |                   |                  | Semifinali          | Semifinali | Semifinali |  |  | Finale | Finale              | Finale |
|  |                  |                     |                  |                   |                  |                     |            |            |  |  |        |                     |        |
|  | 1B               | Benedetto XIV Cento | 2                |                   |                  |                     |            |            |  |  |        |                     |        |
|  | 8A               | Sangiorgese Basket  | 0                |                   |                  |                     |            |            |  |  |        |                     |        |
|  | 8A               | Sangiorgese Basket  | 0                |                   | 1B               | Benedetto XIV Cento | 3          |            |  |  |        |                     |        |
|  |                  |                     |                  |                   | 1B               | Benedetto XIV Cento | 3          |            |  |  |        |                     |        |
|  |                  | 4A                  | S.C. Montecatini | 0                 |                  |                     |            |            |  |  |        |                     |        |
|  | 4A               | 4A                  | S.C. Montecatini | 0                 | S.C. Montecatini | 2                   |            |            |  |  |        |                     |        |
|  | 4A               |                     |                  |                   | S.C. Montecatini | 2                   |            |            |  |  |        |                     |        |
|  | 5B               | Raggisolaris Faenza | 1                |                   |                  |                     |            |            |  |  |        |                     |        |
|  |                  |                     |                  |                   |                  |                     |            |            |  |  | 1B     | Benedetto XIV Cento | 3      |
|  |                  |                     | 2A               | Fiorentina Basket | 0                |                     |            |            |  |  |        |                     |        |
|  | 2A               | Fiorentina Basket   | 2                |                   |                  |                     |            |            |  |  |        |                     |        |
|  | 7B               | Tigers Forlì        | 0                |                   |                  |                     |            |            |  |  |        |                     |        |
|  | 7B               | Tigers Forlì        | 0                |                   | 2A               | Fiorentina Basket   | 3          |            |  |  |        |                     |        |
|  |                  |                     |                  |                   | 2A               | Fiorentina Basket   | 3          |            |  |  |        |                     |        |
|  |                  | 6A                  | Valsesia Basket  | 2                 |                  |                     |            |            |  |  |        |                     |        |
|  | 3B               | 6A                  | Valsesia Basket  | 2                 | Vicenza          | 1                   |            |            |  |  |        |                     |        |
|  | 3B               |                     |                  |                   | Vicenza          | 1                   |            |            |  |  |        |                     |        |
|  | 6A               | Valsesia Basket     | 2                |                   |                  |                     |            |            |  |  |        |                     |        |

### Play Off 3
|  | Quarti di finale | Quarti di finale | Quarti di finale |            |                 | Semifinali | Semifinali | Semifinali |  |  | Finale | Finale     | Finale |
|  |                  |                  |                  |            |                 |            |            |            |  |  |        |            |        |
|  | 1C               | San Severo       | 2                |            |                 |            |            |            |  |  |        |            |        |
|  | 8D               | Basket Scauri    | 0                |            |                 |            |            |            |  |  |        |            |        |
|  | 8D               | Basket Scauri    | 0                |            | 1C              | San Severo | 3          |            |  |  |        |            |        |
|  |                  |                  |                  |            | 1C              | San Severo | 3          |            |  |  |        |            |        |
|  |                  | 4D               | Virtus Salerno   | 2          |                 |            |            |            |  |  |        |            |        |
|  | 4D               | 4D               | Virtus Salerno   | 2          | Virtus Salerno  | 2          |            |            |  |  |        |            |        |
|  | 4D               |                  |                  |            | Virtus Salerno  | 2          |            |            |  |  |        |            |        |
|  | 5C               | Pall. Senigallia | 1                |            |                 |            |            |            |  |  |        |            |        |
|  |                  |                  |                  |            |                 |            |            |            |  |  | 1C     | San Severo | 3      |
|  |                  |                  | 2D               | Palestrina | 0               |            |            |            |  |  |        |            |        |
|  | 2D               | Palestrina       | 2                |            |                 |            |            |            |  |  |        |            |        |
|  | 7C               | Campli           | 1                |            |                 |            |            |            |  |  |        |            |        |
|  | 7C               | Campli           | 1                |            | 2D              | Palestrina | 3          |            |  |  |        |            |        |
|  |                  |                  |                  |            | 2D              | Palestrina | 3          |            |  |  |        |            |        |
|  |                  | 6D               | Stella Azzurra   | 1          |                 |            |            |            |  |  |        |            |        |
|  | 3C               | 6D               | Stella Azzurra   | 1          | Lions Bisceglie | 1          |            |            |  |  |        |            |        |
|  | 3C               |                  |                  |            | Lions Bisceglie | 1          |            |            |  |  |        |            |        |
|  | 6D               | Stella Azzurra   | 2                |            |                 |            |            |            |  |  |        |            |        |

### Play Off 4
|  | Quarti di finale | Quarti di finale  | Quarti di finale  |                |                 | Semifinali | Semifinali | Semifinali |  |  | Finale | Finale     | Finale |
|  |                  |                   |                   |                |                 |            |            |            |  |  |        |            |        |
|  | 1D               | Barcellona        | 2                 |                |                 |            |            |            |  |  |        |            |        |
|  | 8C               | Virtus Civitanova | 1                 |                |                 |            |            |            |  |  |        |            |        |
|  | 8C               | Virtus Civitanova | 1                 |                | 1D              | Barcellona | 3          |            |  |  |        |            |        |
|  |                  |                   |                   |                | 1D              | Barcellona | 3          |            |  |  |        |            |        |
|  |                  | 5D                | Virtus Valmontone | 0              |                 |            |            |            |  |  |        |            |        |
|  | 4C               | 5D                | Virtus Valmontone | 0              | Amatori Pescara | 1          |            |            |  |  |        |            |        |
|  | 4C               |                   |                   |                | Amatori Pescara | 1          |            |            |  |  |        |            |        |
|  | 5D               | Virtus Valmontone | 2                 |                |                 |            |            |            |  |  |        |            |        |
|  |                  |                   |                   |                |                 |            |            |            |  |  | 1D     | Barcellona | 0      |
|  |                  |                   | 3D                | Virtus Cassino | 3               |            |            |            |  |  |        |            |        |
|  | 2C               | Recanati          | 1                 |                |                 |            |            |            |  |  |        |            |        |
|  | 7D               | LUISS Roma        | 2                 |                |                 |            |            |            |  |  |        |            |        |
|  | 7D               | LUISS Roma        | 2                 |                | 7D              | LUISS Roma | 2          |            |  |  |        |            |        |
|  |                  |                   |                   |                | 7D              | LUISS Roma | 2          |            |  |  |        |            |        |
|  |                  | 3D                | Virtus Cassino    | 3              |                 |            |            |            |  |  |        |            |        |
|  | 3D               | 3D                | Virtus Cassino    | 3              | Virtus Cassino  | 2          |            |            |  |  |        |            |        |
|  | 3D               |                   |                   |                | Virtus Cassino  | 2          |            |            |  |  |        |            |        |
|  | 6C               | Olimpia Matera    | 1                 |                |                 |            |            |            |  |  |        |            |        |

### Spareggi Promozione
9 e 10 giugno 2018 al PalaTerme di Montecatini Terme.
|  | Semifinali | Semifinali          | Semifinali |            |    | Finale         | Finale | Finale |  |
|  |            |                     |            |            |    |                |        |        |  |
|  | 2B         | Bakery Piacenza     | 79         |            |    |                |        |        |  |
|  | 2B         | Bakery Piacenza     | 79         |            |    |                |        |        |  |
|  | 3D         | Virtus Cassino      | 62         |            |    |                |        |        |  |
|  | 3D         | Virtus Cassino      | 62         |            | 3D | Virtus Cassino | 78     |        |  |
|  |            |                     |            |            | 3D | Virtus Cassino | 78     |        |  |
|  |            |                     | 1C         | San Severo | 75 |                |        |        |  |
|  | 1B         | Benedetto XIV Cento | 1C         | San Severo | 75 | 65             |        |        |  |
|  | 1B         | Benedetto XIV Cento |            |            |    |                |        |        |  |
|  | 1C         | San Severo          | 58         |            |    |                |        |        |  |

## Play-out
Le squadre classificate dal 12º al 15º posto di ciascun girone accederanno ai play out che si disputano al meglio delle tre gare, con il seguente calendario: gara 1, ed eventuale gara 3 si disputano in casa della squadra che ha ottenuto la migliore classifica al termine della stagione regolare. 

### Girone A
| Squadra 1      | Totale | Squadra 2      | Gara 1 | Gara 2 | Gara 3 |
| -------------- | ------ | -------------- | ------ | ------ | ------ |
| Oleggio Basket | 2-1    | PMS Basketball | 64-68  | 61-59  | 60-53  |
| Robur Varese   | 0-2    | Olimpo Alba    | 74-83  | 70-88  |        |

### Girone B
| Squadra 1            | Totale | Squadra 2        | Gara 1 | Gara 2 | Gara 3 |
| -------------------- | ------ | ---------------- | ------ | ------ | ------ |
| Nuova Pall. Olginate | 1-2    | Green B. Palermo | 101-92 | 82-84  | 58-78  |
| Crabs Rimini         | 0-2    | Basket Lugo      | 71-85  | 67-79  |        |

### Girone C
| Squadra 1      | Totale | Squadra 2         | Gara 1 | Gara 2 | Gara 3 |
| -------------- | ------ | ----------------- | ------ | ------ | ------ |
| Nardò Basket   | 2-0    | Valdiceppo Basket | 68-63  | 75-68  |        |
| Udas Cerignola | 0-2    | Janus Fabriano    | 62-68  | 59-68  |        |

### Girone D
| Squadra 1          | Totale | Squadra 2           | Gara 1 | Gara 2 | Gara 3 |
| ------------------ | ------ | ------------------- | ------ | ------ | ------ |
| Dynamic Venafro    | 2-0    | Patti Basket        | 84-45  | 85-54  |        |
| Pirates Acc. Sestu | 0-2    | Pol. Battipagliesee | 85-88  | 75-77  |        |

## Verdetti
- Promosse in Serie A2: Benedetto XIV Cento, Pallacanestro Piacentina, Virtus Cassino
- Retrocesse in Serie C regionale: Libertas Liburia Basket Livorno, Robur et Fides Varese, PMS Basketball, Alto Sebino, Basket Rimini Crabs, Nuova Pallacanestro Olginate, We're Basket Ortona, Isernia Basket, Udas Cerignola, Val di Ceppo Perugia Basket, Pirates Accademia Basket, Pallacanestro Patti
- Vincitrice Coppa Italia Serie B: Fulgor Omegna